# Gradius 2 (MSX)
Gradius 2, conocido en los mercados occidentales como Nemesis 2, es un videojuego publicado para el ordenador MSX en 1987 por Konami. El juego es una secuela de Nemesis, la versión para MSX de Gradius, pero no está relacionado con el juego de arcade Gradius II (que usa en su título el número romano 'II'). Gradius 2 fue portado al ordenador Sharp X68000 bajo el título Nemesis '90 Kai, con mejoras gráficas y sonoras.
Como novedad frente a otros títulos de la serie, en vez de manejar a Vic Viper, la nave disponible se llama Metalion. A diferencia de otros títulos, este juego está más centrado en la historia, que es contada a través de secuencias de pantallas con texto. La jugabilidad en su mayor parte no cambia respecto al resto de la serie, aunque hay algunos power-ups que proporcionan temporalmente a la nave algunas mejoras. Además, cuando los jefes finales son derrotados, si Metallion vuela a donde ellos están puede acceder a mini-niveles en los que, si se completan con éxito, puede obtener nuevas mejoras permanentes.
Fue el primer cartucho de Konami en Europa en incorporar el chip de sonido SCC, que añadía cinco canales más de sonido a los tres del PSG original del MSX, además de otras mejoras.